# Élections législatives de 1986 dans l'Allier
Les élections législatives françaises de 1986 ont lieu le 16 mars 1986. Dans le département de l'Allier, quatre députés sont à élire dans le cadre d'un scrutin proportionnel par liste départementale à un seul tour.

## Élus
| Député élu           | Parti | Parti    |
| -------------------- | ----- | -------- |
| Hector Rolland       |       | RPR      |
| Jacques Lacarin      |       | UDF (PR) |
| Jean-Michel Belorgey |       | PS       |
| André Lajoinie       |       | PCF      |

## Résultats

### Résultats à l'échelle du département
|                       | Hector Rolland Rassemblement pour la République (UDF)                 | 78 824  | 39,53  | 2 |  |  |
|                       | Jean-Michel Belorgey Parti socialiste                                 | 52 885  | 26,52  | 1 |  |  |
|                       | André Lajoinie Parti communiste français                              | 44 312  | 22,22  | 1 |  |  |
|                       | Dominique Bruley Front national                                       | 13 124  | 6,58   | 0 |  |  |
|                       | Gérard Charasse Mouvement des radicaux de gauche (MGP)                | 8 406   | 4,22   | 0 |  |  |
|                       | Jean Gardet Extrême gauche (Mouvement pour un parti des travailleurs) | 1 866   | 0,94   | 0 |  |  |
|                       |                                                                       |         |        |   |  |  |
| Inscrits              | Inscrits                                                              | 267 379 | 100,00 | 4 |  |  |
| Abstentions           | Abstentions                                                           | 56 399  | 21,09  |   |  |  |
| Votants               | Votants                                                               | 210 980 | 78,91  |   |  |  |
| Blancs et nuls        | Blancs et nuls                                                        | 11 563  | 5,48   |   |  |  |
| Exprimés              | Exprimés                                                              | 199 417 | 94,52  |   |  |  |
| Source : Data.gouv.fr |                                                                       |         |        |   |  |  |

### Listes complètes en présence
| Liste Étiquette politique (partis et alliances) | Liste Étiquette politique (partis et alliances)                                                                   | Candidats (et remplaçants éventuels) |
| ----------------------------------------------- | --- | --- |
|                                                 | Union de l'opposition RPR-UDF Rassemblement pour la République - Union pour la démocratie française               | 1. Hector Rolland (RPR) 2. Jacques Lacarin (UDF-PR) 3. Roger Meaudre (RPR) 4. Guy Rossi (UDF-PR)————————————5. Jean-Paul Martin (RPR) 6. Dominique Terryn |
|                                                 | Pour une majorité de progrès avec le président de la République Parti socialiste                                  | 1. Jean-Michel Belorgey 2. Albert Chaubard 3. René Charette 4. Catherine Lissonde————————————5. Roger Pol 6. François Laplanche                           |
|                                                 | Liste présentée par le Parti communiste français Parti communiste français                                        | 1. André Lajoinie 2. Pierre Goldberg 3. René Bardet 4. Pierre Guillaumin————————————5. Nicole Picandet - 6. Pierre Courtadon -                            |
|                                                 | Rassemblement national Front national                                                                             | 1. Dominique Bruley 2. Danièle Dutour de Salvert - 3. Joël Montels - 4. Jean-Claude Candille -————————————5. Claude Archimbaud - 6. Éric Mac Clenihan-    |
|                                                 | Liste d'union républicaine gaulliste et radicale Mouvement des radicaux de gauche - Mouvement gaulliste populaire | 1. Gérard Charasse 2. Axel Guillaumin 3. Guy Chadefaue 4. Jacques Cortez————————————5. Suzanne Desfaits 6. Henri Pujos                                    |
|                                                 | Liste du Mouvement pour un parti des travailleurs Allier Mouvement pour un parti des travailleurs                 | 1. Jean Gardet 2. Christine Brusseleers 3. Michel Panthou 4. Pierre Dubois————————————5. Monique Lemaire 6. Pierre Guillaumin                             |